# Vetle Vinje
Vetle Vinje, norveški veslač, * 14. marec 1962.
Vinje vesla za Bærum RK. Za Norveško je nastopil na Poletnih olimpijskih igrah 1988 v Seulu in tam v dvojnem četvercu osvojil srebrno medaljo. Leto pred tem je v istem čolnu osvojil tudi srebro na Svetovnem prvenstvu v veslanju. 